# 熊出没之过年
熊出沒之過年（又名：Boonie Bears: Homeward Journey）是由華強方特（深圳）動漫有限公司（舊稱：深圳華強數字動漫有限公司）出品的春節賀歲動畫劇情片，是熊出沒系列電影之一。製作片長68分鐘，2013年2月在央視少兒频道首次播出時，片長為68分鐘。

## 劇情
到新年了，森林裡動物都忙碌了起來，張燈結彩准備過新年。光頭強也要回家過年，但是發現從狗熊岭到老家團結屯的車票只有一等票，要375元，他買不起，而此時又是臘月二十九了，於是他向欠钱的李老板討債，李老板却要光頭強砍20棵百年美人松回来。無計可施的光頭強不得不去砍樹，因為普通电锯無法砍，所以光頭強造了超級伐木機。動物們為了阻止光头强砍百年美人松，齊心協力使伐木機出故障，不受控制的伐木機把光頭強的房屋砍得面目全非。熊大熊二從光頭強母亲的电话處得知光頭強只是想回家，於是決定幫助他回家。在齊心協力之下，熊大熊二駕著由伐木機改装的汽車載他回家，結果吉吉和毛毛也偷上了車。他們在車上扔蘋果核砸到一名警察頭上，警察便要捉住他們，但失敗了。此時光頭強醒来以為他們要把自己驅逐出森林便開始逃跑，他随便上了一輛車到達了火车站，而熊大熊二也跟着。要捉住他們的警察到了車上發現没人。此時吉吉和毛毛偷了警察的邊三輪機車也奔向火車站。
在火车站，光头强听见正好是去老家的车，便偷偷跑到行李车厢准备进去，却被人当做小偷被揪住。在这千钧一发之时，熊大熊二出现了，让揪光头强的保安都去捉他们，光头强趁机上车。熊大熊二被捉住后，光头强无意听见保安要卖熊给研究院去做研究，思想斗争后下车去拯救他们，於是把保安敲暈，救出兩熊。熊救到了，火车却开走了。此时熊大熊二开来压道车想帮他追上火车，结果光头强正要跳上火车时，因风大他被吹到林子里，正巧乘上吉吉毛毛驾驶的邊三輪機車，而因吉吉的疏忽，车撞上了树，摩托车撞成两轮，光头强那没有操纵盘的一半又行驶上了铁道，被熊大绳子牵住，在绳子即将断裂之时熊二抓住了绳子，熊大熊二和光头强终于都上了火车，光头强也在进入隧道的一刹那救了熊大熊二。
大年三十的晚上，新年的钟声敲响时光头强和熊大熊二幸福地躺在一起，度过了美满的新年。大年初一早晨列车抵达团结屯，光头强发现熊大熊二早已在半路下车，却发现行李上有着他们画的画，想起有了他们对自己的帮助才回到家，感动落泪，泪与画糊成一团，看不分明了。熊大熊二走得累时，恰逢吉吉毛毛騎著另半辆摩托车，动物们乘摩托车开始了向他们的老家森林的进发，可因为熊大熊二太重，摩托车行走的非常慢。光头强到家时百感交集，高兴不已。

## 角色介紹
| 角色     | 配音   | 备注 |
| 熊大     | 张伟   | 熊兄弟的主心骨，是一头足智多谋的狗熊。大年三十的时候，本来想阻止光头强砍树，但是最后选择帮光头强一把，把他送回了家。 |
| 熊二     | 张秉君 | 熊二一般情况下呆呆傻傻，憨态可掬，但是非常善良。在得知光头强的处境后第一个想帮他回家，在得到伙伴们的支持后，帮助光头强踏上了返乡之路。                                                                                         |
| 光头强   | 谭笑   | 一名伐木工。到新年了，光头强要回家过年，但是发现从狗熊岭到老家团结屯的车票只有一等票，他买不起，而此时又是腊月二十九了。讨薪失败后，本以为没法回家的他却受到了好心的动物们，在熊大熊二的帮助下，光头强终于上了火车，回到了家。 |
| 吉吉国王 | 陈光   | 自称“国王”，因为想出去玩便和毛毛偷偷上了帮光头强回家的车，抢走了警察的摩托车，最后帮助熊兄弟返回狗熊岭。 |
| 蹦蹦     | 李密思 | 一只松鼠，过分胆小而敏感。 |
| 毛毛     | 孙晓东 | 一只猴子，吉吉国王的跟班。 |
| 涂涂     | 万丹青 | 一只猫头鹰，很健忘，森林里的猫头鹰。 |
| 李老板   | 张伟   | 光头强的顶头上司，森林破坏的罪魁祸首。 |
| 萝卜头   | 孟雨田 | 一只会挖洞的地鼠。 |

获取编辑帮助

## 音乐原声
| 歌曲名             | 作词       | 作曲   | 演唱者 | 备注   |
| 《我还有点小糊涂》 | 丁亮、武斌 | 唐鑫   | 刘晨   | 主题曲 |
| 《归家心切》       | 万秦       | 梨俊君 | 白挺   | 插曲   |
| 《绝望的控诉》     | 万秦       | 梨俊君 | 白挺   | 插曲   |
| 《终会与你同行》   | 万秦、戴悫 | 李智平 | 白挺   | 片尾曲 |

## 制作发行[1]
| 制作公司                                                                   |
| -------------------------------------------------------------------------- |
| 华强方特（深圳）动漫有限公司（旧称：深圳华强数字动漫有限公司）             |
| 华强方特文化科技集团股份有限公司（旧称：深圳华强文化科技集团股份有限公司） |

### 在线播放平台
- Youtube[2]
- 爱奇艺
- 优酷土豆
- CNTV[3]
- 腾讯视频
- 风行网

## 收视情况
2013年2月8日，该片在央视少儿首播，收视率突破3.85，打破央视少儿频道开播以来的最高纪录。